# 鸭淀水库
鸭淀水库是中国天津市西青区境内的一座水库，位于津港运河上，建于1977年。水库正常库容为2600万立方米，海拔为7.2米。